# Grande Prêmio da Hungria de 2017
Grande Prêmio da Hungria de 2017 (formalmente denominado Formula 1 Pirelli Magyar Nagydíj 2017) foi a décima primeira etapa da temporada de 2017 da Fórmula 1.
Com a ausência de Felipe Massa, que havia se sentido mal após o segundo treino livre, esta foi a primeira vez, desde o boicote de Nelson Piquet, Chico Serra e Raul Boesel à FISA, no GP de San Marino de 1982, que a Fórmula 1 realizou uma corrida sem um piloto brasileiro no grid.
Disputada em 30 de julho de 2017 no Circuito de Hungaroring, Budapeste, Hungria, foi vencida pelo alemão Sebastian Vettel. Completam o pódio os finlandeses Kimi Räikkönen e Valtteri Bottas.

## Relatório

### Antecedentes
Ausência de Felipe Massa
Felipe Massa, que havia se sentido mal após o segundo treino livre para o GP da Hungria, ainda na sexta-feira, voltou a sentir um mal-estar neste sábado, na última atividade antes do treino classificatório. Assim, o paulista decidiu em conjunto com a Williams não participar da definição do grid, já que esta é uma prova de muito desgaste físico, o que fica ainda mais latente com as altas temperaturas do verão no país europeu. Consequentemente, Massa não participará da corrida no domingo, em Budapeste, dando lugar ao reserva da equipe britânica, Paul Di Resta, que atualmente corre pela Mercedes na DTM (categoria alemã de turismo). Apesar de treinar em simuladores da escuderia de Grove, Di Resta nunca tinha guiado o carro de 2017, tendo pilotado um F1 pela última vez no GP do Brasil de 2013, quando era titular da Force India.

### Treino Classificatório
Q1
Precisando de um tempo máximo de 107% do melhor tempo da classificação para conseguir se classificar para a corrida, Paul Di Resta foi o primeiro a ir para a pista. O escocês não pilotava um carro de F1 desde 2013, quando estava na Force India. Repetindo o bom desempenho do terceiro treino livre, Vettel foi o mais rápido com 1m14s244, seguido de Verstappen, 0s022 atrás. Raikkonen foi o terceiro, com Hamilton em quarto, Ricciardo em quinto e Bottas em sexto. Destaque positivo para os dois carros da McLaren no Top 10, com Alonso em oitavo e Vandoorne em nono. Como esperado, Di Resta não conseguiu passar para o Q2, foi o penúltimo, quase três segundos atrás do líder.
Eliminados: Kevin Magnussen (Haas), Lance Stroll (Williams), Pascal Wehrlein (Sauber), Paul Di Resta (Williams) e Marcus Ericsson (Sauber).
Q2
O Q2 começou com uma disputa direta entre os dois principais concorrentes ao título. Hamilton assumiu a liderança com 1m17s194, tempo prontamente superado por Vettel, que anotou 1m16s802 com a Ferrari. O inglês reclamava de vibrações nos pneus e foi aos boxes, onde a Mercedes conferiu o assoalho do carro. Verstappen, mais uma vez, resolveu se entrometer na briga entre os líderes do campeonato, e assumiu a segunda colocação, marcando 1m17s028. No finalzinho Hamilton ainda teve tempo para retomar a liderança: 1m16s693.
Eliminados: Jolyon Palmer (Renault), Esteban Ocon (Force India), Daniil Kvyat (Toro Rosso), Sergio Perez (Force India) e Romain Grosjean (Haas).
Q3
Vettel abriu o Q3 assumindo a ponta com 1m16s276, enquanto Hamilton saiu sozinho da pista, abortando a primeira tentativa. Com pouco mais de três minutos para o final, o inglês da Mercedes saiu dos boxes para tentar superar o tempo do alemão. Mas hoje não era dia da Mercedes, e se não bastasse não te conseguido melhorar o tempo de Vettel, Lewis ainda foi superado por Raikkonen no final da sessão. Com isso, pole position para o tetracampeão, em dobradinha da escuderia de Maranello. 

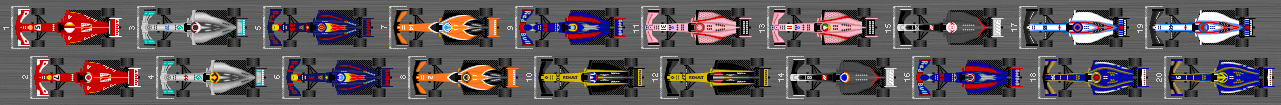
Grid de Largada

### Corrida
A largada foi muito boa para a Ferrari. Vettel partiu bem e ainda contou com Räikkönen como escudeiro. Bottas manteve a terceira posição, mas Hamilton largou muito mal e chegou a estar em sexto. Só que logo à sua frente, o britânico viu Verstappen errar tocar no carro de Ricciardo na curva 3. Pior para o australiano, que rodou e depois acabou por abandonar a prova logo nas primeiras curvas por conta de um radiador furado. A direção de prova acionou o safety-car para remover o RB13 #3. Outro incidente de largada aconteceu entre Romain Grosjean e Nico Hülkenberg.
Chamava a atenção o sexto lugar de Carlos Sainz, sem dúvidas o piloto que mais tirou proveito da largada na Hungria. Outro que subiu bem foi Pérez, oitavo lugar, logo atrás de Alonso, enquanto Vandoorne e Ocon fechavam o top-10. De volta à F1, Di Resta aparecia em 17º.
A relargada foi dada na sexta volta da prova e trouxe dois grandes duelos: Verstappen contra Hamilton e, mais atrás, Sainz contra o amigo e compatriota Alonso. Lá na frente, Vettel só aproveitava a pista limpa para abrir vantagem para o resto, enquanto Bottas não conseguia se aproximar de Räikkönen na briga pelo segundo lugar. Verstappen, pouco depois, foi comunicado da sua punição por conta do toque em Ricciardo: 10s. Situação benéfica para Hamilton.
Sem oposição dos adversários, Vettel abria vantagem para Räikkönen e fazia seguidamente a volta mais rápida da corrida. Mais atrás, a prova começava a se tornar modorrenta, com poucas brigas por posição na pista. Na 19ª volta, uma das poucas mudanças: Palmer abriu espaço para Hükenberg fazer a ultrapassagem e assumir o 11º lugar. E Romain Grosjean era mais um a abandonar a corrida: a roda dianteira esquerda não foi bem encaixada no pit-stop, e a Haas o pediu para estacionar o carro em uma das áreas de escape.
A partir da volta 27, Räikkönen mostrou melhor ritmo em relação a Vettel e se aproximou do companheiro de equipe, reduzindo para 1s3 a vantagem do alemão após 30 giros. Ao mesmo tempo, Bottas entrava no pit-lane para fazer sua parada, voltando à pista com pneus macios. Na volta seguinte, era a vez de Hamilton efetuar seu pit-stop. Por sua vez, a Ferrari chamou Vettel para os pits na abertura da volta 33. 
Bottas continuava à frente de Hamilton após a parada e, inclusive, marcava a volta mais rápida da prova: 1min21s656. Räikkönen, antes de fazer seu pit-stop, bradava no rádio depois de se sentir prejudicado ao tentar passar um retardatário. Na volta do pit-lane, Kimi voltou muito perto de Vettel, que mesmo assim manteve a dianteira. Mas o líder na pista era Verstappen, que esticou ao máximo seu stint na pista.
Hamilton conseguiu encostar em Bottas depois da sua parada, e os dois andavam bem perto no começo da segunda metade da corrida. A proximidade de Lewis dava a entender que a Mercedes poderia impor uma ordem de equipe ao finlandês. Pouco mais atrás, Alonso e 'Sainz também travavam uma bela briga por posição em um dos poucos momento empolgantes da prova.
Räikkönen perto de Vettel... Hamilton perto de Bottas... e os quatro primeiros colocados, considerando que Verstappen ainda iria parar, estavam separados por uma distância cada vez menor. A corrida ganhava um pouco de emoção quando eram completadas 40 voltas.
As posições tornaram-se reais quando Verstappen fez sua parada na abertura da volta 43. Max caía para quinto, mas voltava marcando a melhor volta da corrida até então, 1min20s490. Vettel continuava na frente, com Kimi 1s2 atrás. Atrás, Bottas praticamente estacionou seu carro para Hamilton fazer a ultrapassagem e tentar atacar as duas Ferrari. Lewis partia para o tudo ou nada para tentar o que parecia antes improvável: vencer de novo na Hungria. Mas a Mercedes dava um prazo para o britânico passar Räikkönen. Do contrário, teria de devolver a posição a Bottas.
Mais atrás, Alonso fazia grande corrida e vinha em sexto, logo à frente de Sainz. O bicampeão estava cada vez mais perto de faturar seu melhor resultado no ano, enquanto Stoffel Vandoorne aparecia em décimo. No entanto, todas as atenções estavam mesmo voltadas aos primeiros colocados, com Vettel, Räikkönen e Hamilton muito próximos.
A corrida entrou nas suas dez voltas finais com Vettel dando toda a pinta de que venceria a corrida, mas com um cenário indefinido em relação a Räikkönen e Hamilton. Lewis tentava se aproximar, mas o ritmo geral da Ferrari do finlandês era mesmo bem melhor, de modo que algum resultado além do terceiro lugar parecia muito difícil. Mesmo durante as ultrapassagens dos retardatários, Hamilton tinha dificuldades para se aproximar e chegar no 'Homem de Gelo'.
Nos últimos instantes, parecia estar tudo mais claro com Vettel na ponta, Kimi em segundo e Hamilton fechando o pódio. Di Resta, por sua vez, abandonava em sua corrida como substituto de Felipe Massa na Williams. Tudo indicava que o top-3 estava definido. Vettel cruzou a linha de chegada na frente ao fim de 70 voltas, com Räikkönen em segundo. Mas Hamilton cumpriu com o que queria a Mercedes e, na reta dos boxes, abriu passagem e devolveu a posição a Bottas, que completou o pódio na Hungria. E Alonso marcou seu melhor resultado do ano e terminou em sexto.

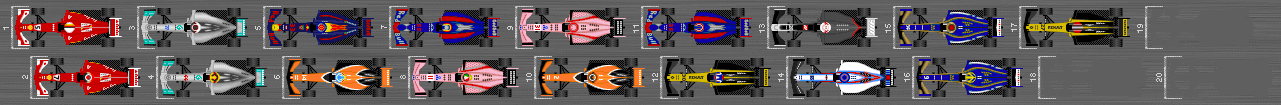
Resultado da corrida

## Pneus
| Nome do composto | Cor | Banda de rolamento | Condições de Tempo | Dry Type  | Aderência      | Longevidade   |
| ---------------- | --- | ------------------ | ------------------ | --------- | -------------- | ------------- |
| Super Macio      |     | Slick (P Zero)     | Seco               | Supersoft | Mais aderência | Menos durável |
| Macio            |     | Slick (P Zero)     | Seco               | Soft      | Médio          | Médio         |
| Medio            |     | Slick (P Zero)     | Seco               | Medium    | Médio          | Médio         |

## Resultados

### Treino Classificatório
| Pos.                     | Nº | Piloto            | Construtor           | Q1       | Q2       | Q3       | Grid |
| ------------------------ | -- | ----------------- | -------------------- | -------- | -------- | -------- | ---- |
| 1                        | 5  | Sebastian Vettel  | Ferrari              | 1:17.244 | 1:16.802 | 1:16.276 | 1    |
| 2                        | 7  | Kimi Räikkönen    | Ferrari              | 1:17.364 | 1:17.207 | 1:16.444 | 2    |
| 3                        | 77 | Valtteri Bottas   | Mercedes             | 1:18.058 | 1:17.362 | 1:16.530 | 3    |
| 4                        | 44 | Lewis Hamilton    | Mercedes             | 1:17.492 | 1:16.693 | 1:16.707 | 4    |
| 5                        | 33 | Max Verstappen    | Red Bull-TAG Heuer   | 1:17.266 | 1:17.028 | 1:16.797 | 5    |
| 6                        | 3  | Daniel Ricciardo  | Red Bull-TAG Heuer   | 1:17.702 | 1:17.698 | 1:16.818 | 6    |
| 7                        | 27 | Nico Hülkenberg   | Renault              | 1:18.137 | 1:17.655 | 1:17.468 | 12 1 |
| 8                        | 14 | Fernando Alonso   | McLaren-Honda        | 1:18.395 | 1:17.919 | 1:17.549 | 7    |
| 9                        | 2  | Stoffel Vandoorne | McLaren-Honda        | 1:18.479 | 1:18.000 | 1:17.894 | 8    |
| 10                       | 55 | Carlos Sainz Jr.  | Toro Rosso           | 1:18.948 | 1:18.311 | 1:18.912 | 9    |
| 11                       | 30 | Jolyon Palmer     | Renault              | 1:18.699 | 1:18.415 | —        | 10   |
| 12                       | 31 | Esteban Ocon      | Force India-Mercedes | 1:18.843 | 1:18.495 | —        | 11   |
| 13                       | 26 | Daniil Kvyat      | Toro Rosso           | 1:18.702 | 1:18.538 | —        | 16 2 |
| 14                       | 11 | Sergio Pérez      | Force India-Mercedes | 1:19.095 | 1:18.639 | —        | 13   |
| 15                       | 8  | Romain Grosjean   | Haas-Ferrari         | 1:19.085 | 1:18.771 | —        | 14   |
| 16                       | 20 | Kevin Magnussen   | Haas-Ferrari         | 1:19.095 | —        | —        | 15   |
| 17                       | 18 | Lance Stroll      | Williams-Mercedes    | 1:19.102 | —        | —        | 17   |
| 18                       | 94 | Pascal Wehrlein   | Sauber-Ferrari       | 1:19.839 | —        | —        | 18   |
| 19                       | 40 | Paul di Resta     | Williams-Mercedes    | 1:19.868 | —        | —        | 19   |
| 20                       | 9  | Marcus Ericsson   | Sauber-Ferrari       | 1:19.972 | —        | —        | 20   |
| Tempo dos 107%: 1:44.429 |    |                   |                      |          |          |          |      |
| Fonte:                   |    |                   |                      |          |          |          |      |

Notas
↑1  - Nico Hulkenberg (Renault) perdeu cinco posições por ter trocado a caixa de câmbio.
↑2  - Daniil Kvyat (Toro Rosso) perdeu três posições por ter atrapalhado Lance Stroll (Williams) no Q1.

### Corrida
| Pos.   | Nu. | Piloto            | Construtor           | Voltas | Tempo/Retirado    | Grid | Pontos |
| ------ | --- | ----------------- | -------------------- | ------ | ----------------- | ---- | ------ |
| 1      | 5   | Sebastian Vettel  | Ferrari              | 70     | 1:39:46.713       | 1    | 25     |
| 2      | 7   | Kimi Räikkönen    | Ferrari              | 70     | +0.908            | 2    | 18     |
| 3      | 77  | Valtteri Bottas   | Mercedes             | 70     | +12.462           | 3    | 15     |
| 4      | 44  | Lewis Hamilton    | Mercedes             | 70     | +12.885           | 4    | 12     |
| 5      | 33  | Max Verstappen    | Red Bull-TAG Heuer   | 70     | +13.276           | 5    | 10     |
| 6      | 14  | Fernando Alonso   | McLaren-Honda        | 70     | +1:11.223         | 7    | 8      |
| 7      | 55  | Carlos Sainz Jr.  | Toro Rosso           | 69     | +1 Volta          | 9    | 6      |
| 8      | 11  | Sergio Pérez      | Force India-Mercedes | 69     | +1 Volta          | 13   | 4      |
| 9      | 31  | Esteban Ocon      | Force India-Mercedes | 69     | +1 Volta          | 11   | 2      |
| 10     | 2   | Stoffel Vandoorne | McLaren-Honda        | 69     | +1 Volta          | 8    | 1      |
| 11     | 26  | Daniil Kvyat      | Toro Rosso           | 69     | +1 Volta          | 16   |        |
| 12     | 30  | Jolyon Palmer     | Renault              | 69     | +1 Volta          | 10   |        |
| 13     | 20  | Kevin Magnussen   | Haas-Ferrari         | 69     | +1 Volta          | 15   |        |
| 14     | 18  | Lance Stroll      | Williams-Mercedes    | 69     | +1 Volta          | 17   |        |
| 15     | 94  | Pascal Wehrlein   | Sauber-Ferrari       | 68     | +2 Voltas         | 18   |        |
| 16     | 9   | Marcus Ericsson   | Sauber-Ferrari       | 68     | +2 Voltas         | 20   |        |
| 17     | 27  | Nico Hülkenberg   | Renault              | 67     | Freios            | 12   |        |
| Ret    | 40  | Paul di Resta     | Williams-Mercedes    | 60     | Vazamento de óleo | 19   |        |
| Ret    | 8   | Romain Grosjean   | Haas-Ferrari         | 20     | Roda solta        | 14   |        |
| Ret    | 3   | Daniel Ricciardo  | Red Bull-TAG Heuer   | 0      | Colisão           | 6    |        |
| Fonte: |     |                   |                      |        |                   |      |        |

## Voltas na Liderança
- Commons

| Nº de Voltas | Piloto           | Voltas           |
| ------------ | ---------------- | ---------------- |
| 59           | Sebastian Vettel | (1-31) - (43-70) |
| 9            | Max Verstappen   | (34-42)          |
| 2            | Kimi Räikkönen   | (32-33)          |

## Curiosidades
- O piloto Felipe Massa sentiu se mal nos treinos livres e decidiu não participar da corrida. A equipe Williams decidiu que o piloto reserva Paul di Resta correrá em seu lugar. Pela primeira vez desde 1982 no Grande Prêmio de San Marino, nenhum piloto brasileiro estará no grid de Fórmula 1.[6]
- Primeira vez que um carro da Williams é pilotado por um piloto britânico desde Jenson Button em 2000.

## 2017DHLFastest Pit Stop Award

### Resultado
| 1      | 40 | Paul di Resta    | Williams-Mercedes | 2.29 | 25 |
| 2      | 18 | Lance Stroll     | Williams-Mercedes | 2.33 | 18 |
| 3      | 26 | Daniil Kvyat     | Toro Rosso        | 2.44 | 15 |
| 4      | 44 | Lewis Hamilton   | Mercedes          | 2.56 | 12 |
| 5      | 7  | Kimi Räikkönen   | Ferrari           | 2.65 | 10 |
| 6      | 55 | Carlos Sainz Jr. | Toro Rosso        | 2.76 | 8  |
| 7      | 8  | Romain Grosjean  | Haas-Ferrari      | 2.96 | 6  |
| 8      | 5  | Sebastian Vettel | Ferrari           | 3.01 | 4  |
| 9      | 30 | Jolyon Palmer    | Renault           | 3.08 | 2  |
| 10     | 14 | Fernando Alonso  | McLaren-Honda     | 3.11 | 1  |
| Fonte: |    |                  |                   |      |    |

### Classificação
| Tabela do DHL Fastest Pit Stop Award \| Pos \| Construtor \| Pontos \| Var \| \| --- \| -------------------- \| ------ \| --- \| \| 1 \| Williams-Mercedes \| 287 \| 0 \| \| 2 \| Mercedes \| 230 \| 0 \| \| 3 \| Red Bull-TAG Heuer \| 178 \| 0 \| \| 4 \| Ferrari \| 119 \| 0 \| \| 5 \| Toro Rosso \| 109 \| 1 \| \| 6 \| Force India-Mercedes \| 101 \| 1 \| \| 7 \| Haas-Ferrari \| 50 \| 0 \| \| 8 \| McLaren-Honda \| 34 \| 0 \| \| 9 \| Renault \| 2 \| 1 \| \| 10 \| Sauber-Ferrari \| 1 \| 1 \| |                      |        |     |
| Pos | Construtor           | Pontos | Var |
| 1 | Williams-Mercedes    | 287    | 0   |
| 2 | Mercedes             | 230    | 0   |
| 3 | Red Bull-TAG Heuer   | 178    | 0   |
| 4 | Ferrari              | 119    | 0   |
| 5 | Toro Rosso           | 109    | 1   |
| 6 | Force India-Mercedes | 101    | 1   |
| 7 | Haas-Ferrari         | 50     | 0   |
| 8 | McLaren-Honda        | 34     | 0   |
| 9 | Renault              | 2      | 1   |
| 10 | Sauber-Ferrari       | 1      | 1   |

## Tabela do campeonato após a corrida
Somente as cinco primeiras posições estão incluídas nas tabelas.
| Pos | Piloto           | Pontos | Var |
| --- | ---------------- | ------ | --- |
| 1   | Sebastian Vettel | 202    | 0   |
| 2   | Lewis Hamilton   | 188    | 0   |
| 3   | Valtteri Bottas  | 169    | 0   |
| 4   | Daniel Ricciardo | 117    | 0   |
| 5   | Kimi Räikkönen   | 116    | 0   |

| Pos | Construtor           | Pontos | Var |
| --- | -------------------- | ------ | --- |
| 1   | Mercedes             | 357    | 0   |
| 2   | Ferrari              | 318    | 0   |
| 3   | Red Bull-TAG Heuer   | 184    | 0   |
| 4   | Force India-Mercedes | 101    | 0   |
| 5   | Williams-Mercedes    | 41     | 0   |